# HMS Illern (1957)
HMS Illern var en av sex ubåtar tillhörande Hajen III-klassen i svenska flottan. Skrovet till Illern byggdes på Karlskrona örlogsvarv och bogserades till Kockums Mekaniska Verkstads AB i Malmö för utrustning. Illern såldes för skrotning till Odense 1981.